# Rede Wladimir Putins am 25. September 2001 im Deutschen Bundestag
Am 25. September 2001 hielt der russische Staatspräsident Wladimir Putin eine Rede im Deutschen Bundestag vor den Mitgliedern des Deutschen Bundestages und des Bundesrats.

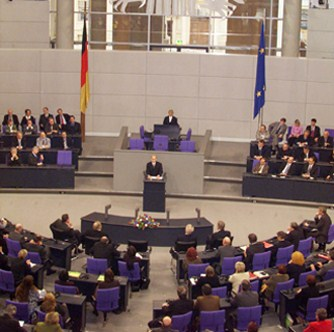
Russlands Präsident Wladimir Putin am 25. September 2001 im Plenarsaal des Deutschen Bundestags

## Hintergrund
Der russische Präsident, der sich in seiner ersten Amtszeit befand, war mit seiner Frau Ludmilla Putina auf Staatsbesuch in Deutschland. Nach der Begrüßung durch Bundestagspräsident Wolfgang Thierse trug Putin sich ins Gästebuch des Deutschen Bundestages ein und hielt eine Rede vor den Mitgliedern des Deutschen Bundestages und des Bundesrats. Im Anschluss kam er zu einem Gespräch mit dem Präsidium des 14. Deutschen Bundestages, den Fraktionsvorsitzenden und den Mitgliedern des Auswärtigen Ausschusses zusammen. Am Abend wurde Putin im Schloss Bellevue von Bundespräsident Johannes Rau empfangen.
Kurz vor seinem Besuch forderte Putin in Bild, Deutschland solle eine selbstbewusste Rolle in der Welt einnehmen und sich von der „geschichtlich bedingten Bescheidenheit“ verabschieden; kein Land dürfe auf ewig an einer Schuld tragen, die es einmal in der Geschichte auf sich geladen hat.
Putin war der 19. Gastredner im Deutschen Bundestag.

## Begrüßung durch Bundestagspräsident Wolfgang Thierse
Bundestagspräsident Wolfgang Thierse hatte den Präsidenten mit einer Rede willkommen geheißen. Er lobte Putins Reaktion auf die Terroranschläge am 11. September 2001 in den Vereinigten Staaten als „eine große Ermutigung“. Der Kampf gegen den Terrorismus sei nicht in erster Linie eine militärische Aufgabe, unschuldige Opfer müssten vermieden werden. Thierse verwies darauf, dass Putin das erste russische Staatsoberhaupt sei, das vor dem Bundestag spreche; das sei keine Selbstverständlichkeit.
Über 650 Zuschauer, Abgeordnete des Bundestags und Mitglieder des Bundesrats, waren im Plenarsaal anwesend.

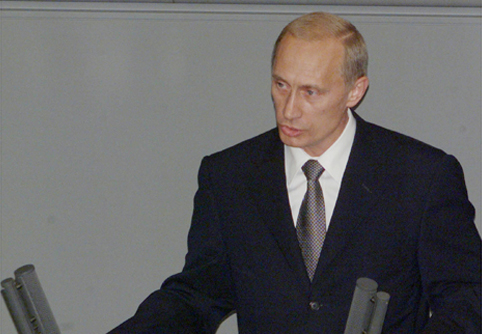
Wladimir Putin am 25. September 2001 im Deutschen Bundestag

## Inhalt der Rede Putins
Am 25. September 2001 sprach Russlands Präsident Wladimir Putin als erster russischer Präsident im Deutschen Bundestag. Putin begann seine etwa halbstündige Rede auf Russisch, was für die Zuhörer simultan ins Deutsche übersetzt wurde, und führte sie dann auf Deutsch fort.
Putin begann – noch auf Russisch – mit der Ankündigung, über die deutsch-russischen Beziehungen, die Entwicklung Russlands sowie des vereinigten Europa und über die Probleme der internationalen Sicherheit reden zu wollen. Er schloss den russischsprachigen Teil seiner Rede mit den Worten, nun „einen großen Teil meiner Ansprache in der Sprache von Goethe, Schiller und Kant, in der deutschen Sprache, zu halten“.
Im zweiten Teil der mehrfach von Beifall begleiteten Rede erwähnte er eine „Einheit der europäischen Kultur“, die allerdings weder den Ausbruch der beiden Weltkriege noch die Errichtung der Berliner Mauer verhindern konnte. Putin betonte, die Ereignisse rund um das Ende der Sowjetunion hätten „großartige Veränderungen in Europa, in der ehemaligen Sowjetunion und in der Welt“ erst ermöglicht. Der Geist der Ideen der Demokratie und der Freiheit habe die überwiegende Mehrheit der russischen Bürger ergriffen, so „dass niemand Russland jemals wieder in die Vergangenheit zurückführen kann“.
Die Prozesse zur europäischen Integration würden durch Russland unterstützt, so Putin; auch sei Europa „unmittelbar an der Weiterentwicklung des Verhältnisses zu Russland interessiert“.
Die Beziehungen Europas zu den Vereinigten Staaten nannte er einen großen Wert, meinte jedoch, dass Europa „seinen Ruf als mächtiger und selbstständiger Mittelpunkt der Weltpolitik“ nur dann festigen könne, wenn es seine eigenen Möglichkeiten mit denen Russlands vereinigen würde. Das so geprägte „einheitliche und sichere Europa“ solle gemeinsam zum „Vorboten einer einheitlichen und sicheren Welt“ gemacht werden.
Im Weiteren nannte er Russland „ein freundlich gesinntes europäisches Land“, dessen Hauptziel „der stabile Frieden auf dem Kontinent“ sei. Er führte den Vertrag über das allgemeine Verbot von Atomtests, den Vertrag über die Nichtverbreitung von Kernwaffen, die Konvention über das Verbot von biologischen Waffen sowie das START-II-Abkommen auf, die sein Land ratifiziert habe.
Seiner Ansicht nach, so der Präsident, sei angesichts der Terroranschläge am 11. September 2001 klar, dass „wir alle daran schuld sind, vor allem wir, die Politiker“; es sei nicht gelungen, „die Veränderungen zu erkennen, die in der Welt in den letzten zehn Jahren stattgefunden haben“. Nach Putin bestünde weiterhin das alte Wertesystem, trotz Reden von Partnerschaft gäbe es aber kein Vertrauen. Er sah einen weiter bestehenden Konflikt zwischen Loyalität zur NATO einerseits und dem Streit über deren Ausbreitung andererseits, dabei sei doch die Welt nicht mehr in zwei feindliche Lager geteilt, sondern viel komplizierter geworden. Die alte Sicherheitsstruktur könne die neuen Bedrohungen nicht mehr neutralisieren. Er verwies auf „brutale Anschläge“ in seinem Land; infolge von Explosionen in Moskau und anderen russischen Städten seien Hunderte friedlicher Menschen ums Leben gekommen; aus Tschetschenien heraus hätten religiöse Fanatiker die benachbarte Republik Dagestan angegriffen. (siehe Zweiter Tschetschenienkrieg)
Russland, so Putin, baue derzeit angesichts neuer Gefahren zusammen mit einigen Ländern der Gemeinschaft Unabhängiger Staaten eine Barriere gegen Drogenschmuggel, organisiertes Verbrechen und Fundamentalismus aus Afghanistan, Zentralasien und dem Kaukasus. Er nannte Terrorismus, nationalen Hass, Separatismus und religiösen Extremismus als universelle Probleme, die universal zu bekämpfen seien. Untaten könnten politischen Zielen nicht dienen, wie gut diese Ziele auch sein mögen. „Das Böse“ müsse bestraft werden, aber Gegenschläge könnten „den vollständigen, zielstrebigen und gut koordinierten Kampf gegen den Terrorismus nicht ersetzen“; da sei er, Putin, „voll und ganz“ mit dem amerikanischen Präsidenten (George W. Bush) einverstanden.
Putin beklagte, Russland habe „keine realen Möglichkeiten, bei der Vorbereitung der Beschlussfassung mitzuwirken. Heutzutage werden Entscheidungen manchmal überhaupt ohne uns getroffen“, so der Präsident. Die Europäer allerdings hätten als Erste verstanden, „wie wichtig es ist, nach einheitlichen Beschlüssen zu suchen und nationalen Egoismus zu überwinden“. Das seien gute Ideen. Er beklagte weiter, Trennungslinien würden Europäer in östliche und westliche, in nördliche und südliche teilen, da die aus dem Kalten Krieg bekannten Stereotypen und ideologischen Klischees noch immer bestünden. Er forderte „eine moderne, dauerhafte und standfeste internationale Sicherheitsarchitektur“ in Europa, nur so seien ein Vertrauensklima und ein „einheitliches Großeuropa“ möglich.
Es gebe in Europa, so Wladimir Putin, einen großen Mangel an „objektiver Information“ über Russland, vieles würde in den Bereich der Propaganda gehören. Oft würde Russland im Zusammenhang mit Oligarchen, Korruption und Mafia erwähnt. Hauptziel der Innenpolitik Russlands sei „die Gewährleistung der demokratischen Rechte und der Freiheit, die Verbesserung des Lebensstandards und der Sicherheit des Volkes“. Die politische Stabilität des Landes sei sichergestellt, die Wirtschaft wachse, zum ersten Mal in der Geschichte Russlands würden die Ausbildungsausgaben die Verteidigungsausgaben übertreffen.
In Bezug auf das Verhältnis zwischen Russland und Deutschland meinte Putin vor dem Parlament, es sei „wichtig, diese Geschichte richtig zu deuten“. „Früher waren wir sehr oft Verbündete“, Deutschland sei der wichtigste Wirtschaftspartner Russlands, angesichts der Zahlen bleibe jedoch „noch genug Spielraum für die deutsch-russische Zusammenarbeit“. Die bilateralen Beziehungen würden einen Beitrag zum Aufbau des europäischen Hauses leisten.
Putin beendete die Rede mit dem Hinweis, Russland stehe „am Anfang des Aufbaus einer demokratischen Gesellschaft und einer Marktwirtschaft“. Das „starke und lebendige Herz Russlands“ sei „für eine vollwertige Zusammenarbeit und Partnerschaft geöffnet“.

## Zuarbeiten für die Rede
Putin erhielt bei der Ausarbeitung seiner Rede auch Hilfe von Horst Teltschik, einst Berater von Helmut Kohl, sowie von Henning Voscherau.

## Reaktionen
Die Rede Putins wurde mehrfach von Applaus unterbrochen. Für das Ende der Rede vermerkt das Wortprotokoll des Bundestags „anhaltender Beifall – Die Abgeordneten erheben sich“; die Neue Zürcher Zeitung schrieb im Jahr 2022 von „minutenlangem Beifall“.
Der Abgeordnete Werner Schulz verließ während der Rede den Plenarsaal.

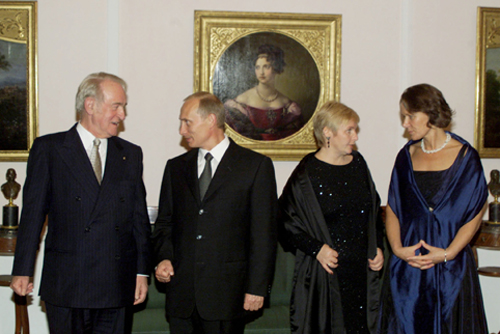
Empfang Putins durch Bundespräsident Johannes Rau am 25. September 2001 in Schloss Bellevue

Bundespräsident Johannes Rau, der Putin am Abend der Rede im Schloss Bellevue empfing, lobte Putins Politik; Russland würde „ganz in der Tradition Peters des Großen und der Aufklärung [...] die enge Zusammenarbeit mit den Ländern und Völkern in der Mitte und dem Westen Europas“ suchen. „Der Beitritt Russlands zum Europarat und zur Europäischen Menschenrechtskonvention zeigt, dass Russland sich der europäischen Wertegemeinschaft zugehörig fühlt. Europa, das ist unsere gemeinsame Heimat“.
Putins Ansprache wurde von den westlichen Medien nahezu gefeiert; insbesondere wurde ein Beginn einer neuen Ära gegenseitigen Vertrauens erwartet. Der Spiegel nannte die Rede „einen visionären Vortrag“. In der FAZ sah der Kommentator in Putins Rede einen „Ruf nach einer Perestroika in den internationalen Beziehungen“. Die FAZ druckte am 27. September die komplette Rede ab. Der BBC-Korrespondent Rob Broomby berichtete, Putin habe den Bundestag mit nahezu perfektem Deutsch umworben.
In Russland wurde die Rede kritisch beurteilt.

## Bewertung
Außenminister Joschka Fischer erklärte im Oktober 2001, die Öffnung Russlands liege „im deutschen und im europäischen Interesse“ und warnte vor ungewollten Konsequenzen.
Nach der Annexion der Krim 2014 äußerte sich Werner Schulz im Mai 2014 im Tagesspiegel zur Rede Putins im Bundestag. Viele Abgeordnete seien begeistert gewesen, weil er Deutsch sprach, und hätten „dennoch kaum auf seine Worte gehört. Wir haben Putin unterschätzt, diesen Gewalttäter.“
In der Preußischen Allgemeinen Zeitung äußerte sich Alexander Rahr im September 2021 positiv über die Rede. Er habe das „Gefühl einer vertanen historischen Chance auf eine gesamteuropäische Friedensordnung“.
Nach dem russischen Überfall auf die Ukraine im Februar 2022 gab es weitere Bewertungen Putins Rede.
SPD-Politiker Matthias Platzeck meinte im Februar 2022 im Gespräch mit der taz, der Westen habe „Chancen und Möglichkeiten liegen lassen“, „2001 (...) waren die Türen offen. Wir werden später irgendwann rausfinden, warum diese Rede zwar beklatscht, aber in die Schublade gelegt wurde“.
Der Journalist Manfred Quiring bezeichnete im April 2022 den Auftritt Putins im Jahr 2001 als „Höhepunkt der Täuschung und Selbsttäuschung“. Putin, so Quiring, verwendete „Worte von gewaltiger Durchschlagskraft, die, so die Hoffnungen des Auditoriums, eine neue Ära in den deutsch-russischen Beziehungen im europäischen Kontext zu begründen geeignet waren“. Er punktete bei seinen Gastgebern, indem er die Sprache seiner Gastgeber nutzte. Putin habe in seiner Rede zudem keine eindeutige Verurteilung des Stalinismus geäußert, sondern diesem eine historische Existenzberechtigung zugebilligt. Die historischen Zeitabläufe des Sturzes der Berliner Mauer und des Zusammenbruchs und Wandels in der Sowjetunion habe Putin vertauscht.
Im Juni 2022 sagte der langjährige Spiegel-Korrespondent Christian Neef im Interview mit dem Redaktionsnetzwerk Deutschland: „Selbst seine viel gelobte Rede vor dem Deutschen Bundestag 2001 war keineswegs so friedfertig, wie heute oft behauptet. Das haben wir uns in unserer Russland-Besoffenheit eingeredet.“